# Chris Benoit
Christopher Michael Benoit, detto Chris (Montréal, 21 maggio 1967 – Fayetteville, 24 giugno 2007), è stato un wrestler canadese, noto per i suoi trascorsi nella World Championship Wrestling tra il 1995 e il 2000 e nella World Wrestling Federation/Entertainment tra il 2000 e il 2007.
Durante gli anni novanta, Benoit ha combattuto in molte delle più importanti federazioni di wrestling nordamericane e giapponesi, tra cui la New Japan Pro-Wrestling e la Extreme Championship Wrestling
È stato un due volte campione del mondo, avendo conquistato il WCW World Heavyweight Championship nel 2000 e il WWE World Heavyweight Championship nel 2004; altri titoli in singolo includono un IWGP Junior Heavyweight Championship, cinque WCW/WWE United States Heavyweight Championship, tre WCW World Television Championship e quattro WWE Intercontinental Championship. Ha inoltre vinto tornei importanti quali l'edizione 1994 della Super J Cup e l'edizione 2004 del Royal rumble match.
Benoit è considerato uno dei wrestler più tecnici della storia del wrestling ed un vero e proprio specialista del Suplex in ogni sua forma, sebbene non disdegnasse anche mosse provenienti dalla lotta libera, prese di sottomissione, mosse aeree e tecniche della scuola orientale.
La sua carriera da lottatore gli avrebbe assicurato un posto nella WWE Hall of Fame, ma è stata oscurata dalla sua tragica fine avvenuta nel 2007, che lo ha reso uno dei personaggi più discussi e criticati all'interno del mondo del wrestling, riuscendo a dividere anche l'opinione pubblica, sia sulla sua figura umana, che sulla stessa disciplina riguardo ai danni fisici e psicologici a lungo termine che essa potrebbe comportare.

## Carriera

### Extreme Championship Wrestling (1994–1995)
Nel 1994, Benoit firma per la Extreme Championship Wrestling (ECW), la federazione hardcore di proprietà di Paul Heyman. Qui abbandonerà la gimmick di Pegasus, guadagnandosi il soprannome di The Canadian Crippler, dopo l'infortunio al collo da lui causato a Sabu in occasione di November 2 Remember 1994: Benoit proiettò Sabu in aria con una sorta di Back Body Drop da fermo, uncinando la gamba sinistra, e l'indiano picchiò il suolo con il capo da un'altezza di circa 2 metri. Dopo il match Benoit dichiarò di essere scoppiato a piangere nel suo camerino dopo aver infortunato seriamente Sabu. Heyman, che ricopriva anche il ruolo di head booker, realizzò l'idea di affibbiargli quell'appellativo che lo accompagnò per tutto il resto della sua ultra-ventennale carriera.
Sempre qui vincerà, in coppia con Dean Malenko, l'ECW Tag Team Championship, alla fine di febbraio 1995. Dopo la vittoria entreranno nella stable dei Triple Threat, guidata dall'ECW World Heavyweight Champion Shane Douglas. Benoit e Malenko persero i titoli contro i The Public Enemy all'inizio di aprile dello stesso anno a ECW's Three Way Dance.

### World Championship Wrestling (1995–2000)
Nel 1995 Benoit firma per la World Championship Wrestling (WCW), federazione del miliardario Ted Turner. Le sue qualità sono notate subito dagli altri wrestler della federazione, tant'è che entra a far parte dei Four Horsemen, la gloriosa stable capitanata dal pluricampione del mondo Ric Flair. Benoit partecipa alla faida fra i Four Horsemen e i Dungeon of Doom di Kevin Sullivan, affrontando quest'ultimo in incontri piuttosto violenti, tra i quali il San Francisco Death match. La faida si conclude a Bash at the Beach 1997, dove Benoit sconfigge Sullivan in un Retirement Match, costringendo il suo avversario al ritiro.
Dopo l'infortunio di Arn Anderson e Ric Flair la stable si scioglie e Benoit intraprende la carriera da singolo, sfidando Raven e la sua stable, i Flock. Raccoglie diverse vittorie con i membri del Flock, tra cui una contro Perry Saturn a Starrcade 1997. A Souled Out Benoit affronta e sconfigge finalmente Raven.
Riuscirà poi a vincere il WCW World Television Championship per due volte. Dopo aver perduto il titolo intraprende una faida con Booker T in una serie di sette match il cui vincitore sarebbe diventato il nuovo sfidante del WCW World Television Champion; sarà Booker T a trionfare e i match tra i due saranno ricordati tra i migliori del 1998.
Ric Flair torna intanto dal suo infortunio e riforma i Four Horsemen. Benoit forma quindi una coppia con Malenko, suo nuovo compagno di stable, con cui riuscirà a vincere il World Tag Team Championship. In seguito vincerà lo US Championship (per due volte) ed il Television Championship per la terza volta. Il 9 ottobre 1999 a Nitro Chris affronta Bret Hart in un match di tributo a Owen Hart, fratello di Bret tragicamente deceduto pochi mesi prima; Bret Hart vince sottomettendo Chris alla Sharpshooter e, una volta finito il match, si abbracciano tra gli applausi del pubblico.
Il punto più alto della carriera di Benoit nella WCW arriva nel gennaio del 2000, quando nel corso del pay-per-view Souled Out conquista il World Heavyweight Championship, sconfiggendo con la Crippler Crossface il campione Sid Vicious. Ma già da tempo Chris, e non era il solo, aveva dei problemi nella federazione, legati alle politiche del backstage e al troppo potere che certi lottatori avevano nei confronti di altri; Benoit per esempio intraprese una fisica faida con Kevin Sullivan, lottatore ma anche booker della WCW, dal momento che la moglie di quest'ultimo, Nancy Daus (Woman nella WCW) lasciò il marito proprio per Chris. Dunque The Crippler decise di lasciare la federazione e anche il suo titolo mondiale, e la WCW lo rese nell'albo d'oro come un One Day Champion.

### World Wrestling Federation/Entertainment (2000–2007)

#### The Radicalz (2000–2001)
Il 31 gennaio 2000 insieme a Guerrero, Saturn e Malenko, Benoit debuttò nella World Wrestling Federation come membro di una stable chiamata Radicalz. Dopo aver perso il loro match di prova, i Radicalz divennero heel alleandosi con Triple H. Il 2 aprile a WrestleMania 2000 Benoit vinse l'Intercontinental Championship sconfiggendo Chris Jericho e Kurt Angle in un triple threat match. Iniziò una rivalità con Jericho per l'Intercontinental Championship sconfiggendolo a Backlash, Judgment Day, e SummerSlam, Perso il titolo il 22 giugno a SmackDown! contro Rikishi, iniziò una rivalità con The Rock per il WWF Championship che si concluse il 23 luglio a Fully Loaded con la vittoria di Rock. Tentò, di nuovo, l'assalto al WWF Championship il 24 settembre a Unforgiven in un fatal four-way match che includeva anche il detentore del titolo The Rock, Kane e The Undertaker perdendo.
Dopo aver perso contro Triple H a No Mercy, vinse l'Intercontinental Championship sconfiggendo Billy Gunn il 10 dicembre a Armageddon. Perse il titolo contro Chris Jericho in un ladder match il 21 gennaio 2001 alla Royal Rumble. Successivamente, iniziò una rivalità con Kurt Angle dove perse a WrestleMania X-Seven, per poi sconfiggerlo in un ultimate submission match a Backlash e concludere la rivalità in un two out of three falls match a Judgment Day con la vittoria di Angle.
Il 21 maggio a Raw Benoit e Jericho sconfissero Triple H e Steve Austin per vincere il WWF Tag Team Championship, I due mantennero il titolo in un TLC match sconfiggendo Edge & Christian, Hardy Boyz e i Dudley Boyz il 24 maggio a SmackDown!. Nonostante l'infortunio al collo rimediato durante il TLC match prese parte a un triple threat match contro Jericho e Steve Austin valevole per il WWF Championship, vinto da Austin.

#### Regni titolati (2002–2003)
Il 25 marzo 2002, durante la prima brand extension, venne mandato a SmackDown! nonostante fosse ancora infortunato. Tornò il 27 maggio come membro del roster di Raw dove si alleò con Eddie Guerrero. Dopo aver vinto l'Intercontinental Championship contro Rob Van Dam il 29 luglio, Benoit e Guerrero vennero trasferiti a SmackDown! e il 25 agosto a SummerSlam perse il titolo contro Van Dam in una rivincita.

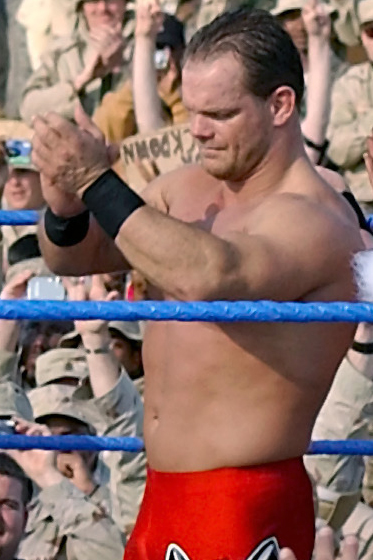
Chris Benoit al Tribute to the Troops nel dicembre 2003

Dopo essere tornato a SmackDown!, iniziò una rivalità con Kurt Angle che sconfisse il 22 settembre a Unforgiven. Successivamente, formò un'alleanza con Angle e i due sconfissero Edge e Rey Mysterio nella finale di un torneo che avrebbe decretato i primi detentori del WWE Tag Team Championship il 20 ottobre a No Mercy. Sei giorni dopo a Rebellion difesero con successo il titolo sconfiggendo i Los Guerreros per poi perderlo contro Edge e Mysterio il 7 novembre a SmackDown! in un two out of three falls match. Il mese successivo, ad Armageddon, sconfisse Eddie Guerrero.
Il 19 gennaio 2003 alla Royal Rumble venne sconfitto da Kurt Angle in un match valevole per il WWE Championship. Benoit perse la rivincita tre settimane più tardi a SmackDown!. A WrestleMania XIX, Charlie Haas e Shelton Benjamin difesero con successo il titolo contro i Los Guerreros e la coppia formata da Benoit e Rhyno. Nel mese di aprile, ebbe delle brevi rivalità con John Cena e i Full Blooded Italians e lottò occasionalmente in coppia con Rhyno.
Nel mese di giugno, partecipò a un torneo per l'assegnazione al reintrodotto United States Championship perdendo nella finale contro Eddie Guerrero il 27 luglio a Vengeance. Dopo aver sconfitto A-Train a No Mercy e vinto contro il Team Lesnar alle Survivor Series, riuscì a conquistarsi il posto di #1 contender al titolo WWE (battendo John Cena nella puntata del 4 dicembre) affronta Lesnar a SD! con la cintura in palio. Quest'ultimo riuscirà, però, a conservare il suo titolo sconfiggendo per TKO Chris nello show settimanale.

#### World Heavyweight Champion (2004–2005)

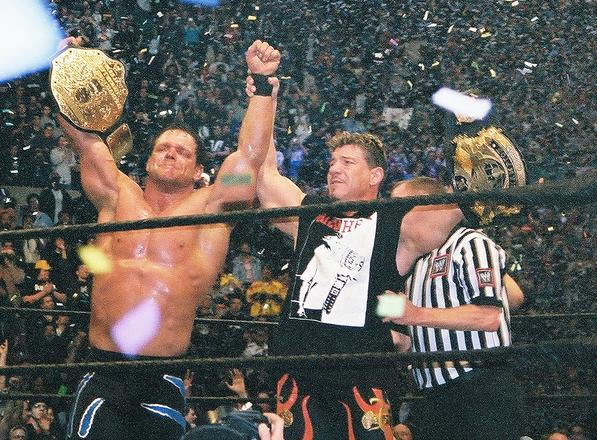
Chris Benoit insieme a Eddie Guerrero celebra la vittoria del World Heavyweight Championship a Wrestlemania XX

Il 25 gennaio 2004 alla Royal Rumble vinse il royal rumble match entrando con il numero uno, diventando il secondo wrestler a riuscirci dopo Shawn Michaels. La sera seguente passò nel roster di Raw sfidando Triple H per il World Heavyweight Championship a WrestleMania XX. Due settimane più tardi, durante la firma del contratto, Shawn Michaels attaccò Benoit e firmò il contratto al suo posto. Per risolvere la controversia, il co-general manager di Raw Stone Cold Steve Austin sancì che il match sarebbe diventato un triple threat match.
Il 14 marzo a WrestleMania XX, vinse il World Heavyweight Championship dopo aver sottomesso Triple H alla Crippler Crossface. Dopo il match, Benoit celebrò la vittoria con il detentore del WWE Championship Eddie Guerrero. Un mese più tardi, a Backlash, mantenne il titolo sconfiggendo in una rivincita Triple H e Shawn Michaels. Poco dopo formò un tag team con Edge, e i due vinsero il World Tag Team Championship contro Batista e Ric Flair. Mantennero il titolo fino alla puntata di Raw del 31 maggio, quando persero contro La Résistance.
Dopo aver difeso con successo il titolo contro Kane a Bad Blood e Triple H a Vengeance, lo perderà il 15 agosto a SummerSlam contro Randy Orton, perdendo anche la successiva rivincita a Raw a causa dell'intervento dell'Evolution. Continuò il suo feud contro l'Evolution per poi iniziare una intensa faida con l'ex partner Edge, con cui vinse il World Tag Team Championship contro La Résistance il 19 ottobre a Taboo Tuesday, nonostante la defezione di quest'ultimo a match in corso. Benoit si ritrovò così a detenere da solo i titoli e il regno però fu breve, poiché La Résistance riconquisterà immediatamente. La faida tra i due continuò alle Survivor Series, quando il team capitanato da Randy Orton (con Benoit) sconfisse quello di Triple H (con Edge). Successivamente i due si ritrovarono coinvolti in una controversia, allorquando, durante un match valido per il titolo contro Triple H, Egde schienò Benoit, il quale, simultaneamente, fece cedere Edge con la sua crossface: non essendo in grado di stabilire chi dei due avesse effettivamente vinto la cintura, venne indetto a New Year's Revolution un Elimination Chamber match per il vacante World Heavyweight Championship, nel quale Triple H riconquisterà la cintura. A WrestleMania 21, prese parte senza successo al primo Money in the Bank ladder match che fu vinto da Edge. La resa dei conti con Edge avvenne il 1º maggio 2005 a Backlash, dove Edge sconfisse Benoit in un Last Man Standing match concludendo la faida.

#### United States Championship (2005–2007)

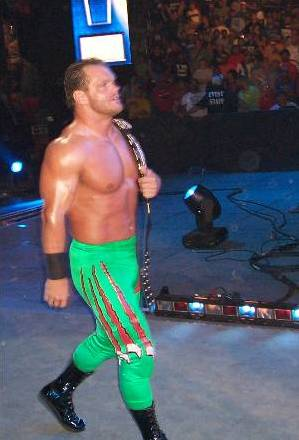
Benoit fa la sua entrata con il WWE United States Championship nel 2005

Il 9 giugno, per effetto della draft lottery, passò a SmackDown iniziando subito una breve rivalità con JBL e a ECW One Night Stand sconfisse Eddie Guerrero.
A SummerSlam conquista per la prima volta il WWE United States Championship sconfiggendo Orlando Jordan in solo venticinque secondi e mezzo, stabilendo l'ennesimo record. Benoit difenderà il suo titolo in una serie di match contro Jordan che dureranno sempre di meno, fino a quando il suo amico e vecchio rivale Booker T non lo sconfigge in un match controverso conquistando il titolo degli Stati Uniti. Il rematch finirà in modo alquanto controverso, con i due lottatori che si schienano a vicenda simultaneamente, e il titolo viene reso vacante.
Inizia subito una faida proprio con Booker T per il titolo degli Stati Uniti in una serie di sette match che ricorda molto quella intrapresa dai due nella WCW. Sul risultato di 3-1 con Booker T in vantaggio, l'atleta di colore si infortuna: al suo posto entra in gioco Randy Orton che lo sostituirà nei match restanti della serie. La sostituzione va a vantaggio di Benoit, poiché riesce a riportare la serie in pareggio dopo che Sharmell, la moglie di Booker T, interviene nei due match successivi attaccando Benoit e causando così per entrambe le volte la sconfitta per squalifica di Orton. Anche nell'incontro decisivo del 13 gennaio 2006 Booker T viene sostituito da Randy Orton. Quest'ultimo vince, portando il risultato finale sul 4-3 a favore di Booker T che si laurea quindi nuovo campione degli Stati Uniti. Benoit partecipa alla Royal Rumble dove entra con il numero 12; sarà eliminato da Randy Orton dopo circa mezz'ora di permanenza sul ring. Benoit continua poi la rincorsa al titolo degli Stati Uniti, ottenendo un rematch: ma Booker T è ancora infortunato, o così dice di essere. Infatti l'atleta di colore per tutto questo tempo ha mimato un infortunio solo per non affrontare Benoit. Finlay sostituisce Booker T, che però interferisce nel match colpendo il canadese con una stampella, concedendogli una vittoria platonica perché il titolo non passa per squalifica. A No Way Out Benoit riuscirà a vendicarsi una volta per tutte, sconfiggendo finalmente Booker T e ritornando sul suo trono di campione degli Stati Uniti.
Benoit viene subito preso di mira da John "Bradshaw" Layfield, infortunato alla mano dal canadese. Nella faida viene messo in palio il titolo degli Stati Uniti, difeso da Benoit a WrestleMania 22, dove però a trionfare è JBL, che vince in maniera sporca. Dopo aver perso anche la rivincita durante l'edizione di SmackDown! del 14 aprile, questa volta in uno Steel Cage Match, Benoit si concentra sul rinato King of the Ring. Benoit uscirà subito dal torneo solo al primo turno, sconfitto scorrettamente dall'irlandese Finlay. Otterrà la sua rivincita a Judgment Day, sconfiggendo Finlay con la sua patentata Crippler Crossface. Il 26 maggio 2006, durante SmackDown!, Benoit è attaccato brutalmente da Mark Henry dopo un match fra i due. Il duro colpo subito da Henry provocherà a Benoit un infortunio e un periodo forzato di stop.
L'8 ottobre, dopo quasi cinque mesi di assenza, Benoit ritorna in WWE, sconfiggendo William Regal a No Mercy. Nell'edizione del 13 ottobre di SmackDown! Benoit sconfigge Mr. Kennedy, grazie anche all'intervento di The Undertaker, vincendo così il suo quinto WWE United States Championship (terzo in WWE). Successivamente, ha inizio una faida con Chavo Guerrero il quale, insieme alla moglie di Eddie Guerrero, Vickie, lo accusa di non essere mai stato un vero amico del proprio zio, appunto Latino Heat. Il primo scontro tra i due avviene a Survivor Series: ad avere la meglio è Benoit, che fa cedere Chavo alla Crippler Crossface, difendendo così il suo titolo degli Stati Uniti. Benoit riesce di nuovo a prevalere e a difendere così il suo titolo, questa volta ad Armageddon tramite la Sharpshooter. Il 19 gennaio affronta in un fisico No Disqualification Match ancora Chavo Guerrero e lo sconfigge: con questo match ha fine la rivalità tra i due.
Il 28 gennaio è tempo della Royal Rumble: nel corso del classico "30 Men Over the Top Rope Match" Chris entra col numero 17 e nonostante un'ottima prestazione delle sue non riesce a vincere la rissa reale venendo eliminato da The Great Khali. Il 18 febbraio a No Way Out sconfigge, insieme agli Hardy Boyz, il team formato da Montel Vontavious Porter e gli MNM, sottomettendo Joey Mercury alla Crippler Crossface. Il 16 marzo Benoit accetta la sfida di MVP per un match con il titolo degli Stati Uniti in palio per WrestleMania 23. Il 1º aprile allo "Showcase of the Immortals" Benoit sconfigge MVP, mantenendo così il titolo. La rivalità con MVP continua fino a Backlash, il 29 aprile: nel rematch di WrestleMania, Chris riesce nuovamente a sconfiggere l'avversario, autore comunque di un'ottima prova. A Judgment Day, Benoit mette nuovamente in palio lo United States Championship in un 2-out-of-3 Falls match; a vincere il match è MVP, il quale, aggiudicandosi i primi due match, strappa la cintura a Benoit dopo ben sette mesi e una settimana di regno.

#### ECW(2007)
Durante il draft del 2007, svoltosi nel corso della puntata di Raw dell'11 giugno, Benoit passò nel roster della ECW. Il suo esordio nel nuovo show avvenne il giorno seguente, quando in coppia con CM Punk vinse per squalifica contro Elijah Burke e Marcus Cor Von. Il 19 giugno sconfisse Elijah Burke nel suo ultimo match, accedendo alla finale di un torneo per il vacante ECW Championship che si sarebbe dovuto tenere il 24 giugno a Vengeance: Night of Champions. Tuttavia, il giorno dell'evento, Benoit non si presentò e la WWE per bocca dei suoi commentatori, annunciò che l'assenza del canadese era dovuta a problemi di natura familiare. Il suo posto nel match venne preso da Johnny Nitro, il quale sconfisse CM Punk e conquistò l'ECW Championship.

## Vita privata
Negli anni novanta Chris Benoit si sposò con una donna di nome Martina, dalla quale ebbe i suoi primi due figli: David e Megan. Dopo il divorzio, avvenuto nel 1997, Benoit iniziò una relazione con la valletta della WCW Nancy Toffoloni, dalla quale ebbe il suo terzo figlio, Daniel, nato il 25 febbraio 2000. Il 3 novembre seguente la coppia annunciò il matrimonio.

## Morte
Lunedì 25 giugno 2007 Chris Benoit, la moglie Nancy e il figlio Daniel Benoit furono ritrovati senza vita nella loro casa di Fayetteville (Georgia) intorno alle ore 14:30 EST. La prima comunicazione della morte della famiglia Benoit venne data dalla World Wrestling Entertainment attraverso il suo servizio di news via cellulare; qualche ora più tardi la notizia fu pubblicata anche sul sito ufficiale della federazione tramite il seguente comunicato:
(Comunicato stampa della WWE)
La WWE decise di cancellare la puntata di Raw prevista per quella sera, sostituendola con uno show di tributo alla vita e alla carriera di Chris Benoit, trasmettendo segmenti tratti dal DVD a lui dedicato e permettendo ai propri dipendenti di spendere qualche parola per ricordarlo; da segnalare che la decisione di cancellare la puntata di Raw fu presa prima che la dinamica dei decessi fosse resa nota: lo show di tributo andò quindi in onda soltanto perché non era ancora chiaro che la mano omicida fosse proprio quella di Benoit. Una volta venuta a conoscenza dei dettagli dell'accaduto, la WWE decise di eliminare tutto il materiale riguardante Chris Benoit dal proprio sito ufficiale, bloccare la vendita dei DVD e del merchandising riguardante il wrestler canadese e di non menzionare mai più Chris Benoit nei propri programmi televisivi; tuttavia il suo nome appare ancora nell'enciclopedia della federazione e a tal proposito il presidente della WWE, Vince McMahon, disse: «Non possiamo far finta che non sia mai esistito: un conto è promuoverlo, il che non va bene, un altro è includerlo in un contesto storico, il che credo sia giusto».
La polizia della contea di Fayette effettuò dei rilievi nella casa dove furono ritrovati i corpi delle vittime. Il tenente Tommy Pope, del dipartimento dello sceriffo della contea di Fayette, lasciò una dichiarazione alla ABC News dicendo che le autorità erano entrate in casa di Chris Benoit per verificare che il canadese stesse bene poiché nei giorni precedenti aveva mancato diversi appuntamenti della WWE e aveva inviato degli strani SMS ad alcuni colleghi; questi ultimi, preoccupati per i messaggi ricevuti, spinsero uno dei vicepresidenti della federazione a mettersi in contatto con la polizia di Fayetteville. Tommy Pope affermò anche che la polizia non aveva sospetti nei confronti di persone esterne all'abitazione poiché le armi utilizzate erano state rinvenute sulla scena del crimine. Nella giornata di martedì 26 giugno il detective Bo Turner, del dipartimento di polizia della contea di Fayette, dichiarò all'emittente televisiva WAGA-TV che si trattava di un caso di omicidio-suicidio, affermando che Benoit aveva ucciso la moglie ed il figlio nel weekend e si era tolto la vita di lunedì impiccandosi nella palestra di casa. Nel corso di una conferenza stampa, il procuratore generale della contea di Fayette, Scott Ballard, confermò che Benoit aveva ucciso sia la moglie che il figlio: entrambi erano stati legati ai polsi e ai piedi ed erano poi morti per asfissia; venne inoltre dichiarato che la moglie era morta nella giornata di venerdì e il figlio di sabato, mentre Benoit si era tolto la vita nella notte di domenica o al massimo nella mattinata di lunedì. Accanto ai corpi di Nancy e Daniel venne ritrovata una Sacra Bibbia.
Nella tarda serata di martedì 26 giugno la WWE condivise sul proprio sito ufficiale il contenuto dei cinque SMS inviati da Chris Benoit ai suoi colleghi: tali messaggi, due inviati dal cellulare di Benoit e tre da quello della moglie, erano stati spediti tra le 3:50 e le 3:58 EST di domenica 24 giugno. In quattro di questi, Benoit aveva scritto l'indirizzo della sua abitazione, mentre nell'altro diceva che i cani erano chiusi nella zona della piscina e che la porta del garage era aperta. La WWE ricevette comunicazione da parte dei wrestler di aver ricevuto questi messaggi soltanto alle 12:30 EST di lunedì 25 giugno; nei giorni precedenti Benoit parlò più volte via telefono con colleghi e rappresentanti della WWE al fine di trovare una soluzione che gli permettesse di stare il più possibile vicino alla moglie Nancy e al figlio Daniel, a suo dire affetti da una grave forma di intossicazione alimentare. Coloro che parlarono con Benoit sostengono che il canadese avesse un tono di voce stanco ed abbattuto.
Nelle ore successive alla tragedia, tra i media iniziò a farsi largo l'ipotesi che alla base del gesto di Chris Benoit ci fosse stato un raptus d'ira causato dall'uso di alcune sostanze anabolizzanti trovate in casa sua; tuttavia gli inquirenti e la stessa WWE, per bocca dell'avvocato Jerry McDevitt, negarono questa ipotesi: il canadese, infatti, aveva commesso i crimini in diversi istanti di tempo, si era tolto la vita molte ore dopo il secondo omicidio ed era rimasto in contatto con l'esterno per un periodo di tempo prolungato anche dopo aver ucciso, a dimostrazione del fatto che non fosse soggetto ad alcun raptus d'ira. Tra l'altro i medicinali trovati in casa di Benoit erano legalmente prescritti e, secondo le indiscrezioni iniziali, sembrava che servissero a curare una rara patologia che affliggeva il figlio Daniel, il quale soffriva della sindrome della X fragile. A rafforzare questa tesi ci fu la testimonianza di Wade Keller, uno dei più autorevoli esperti di wrestling statunitensi, che scrisse di essere a conoscenza del fatto che Daniel fosse costretto a ricevere continue iniezioni di ormoni per limitare i sintomi della malattia.
Il 5 settembre 2007 il padre di Chris Benoit, Michael, partecipò al programma televisivo Good Morning America. Nell'occasione portò i risultati di un'analisi effettuata sui tessuti cerebrali del figlio, i quali risultavano seriamente danneggiati come nei casi di pazienti malati di Alzheimer. Rivelò inoltre di aver acconsentito all'esecuzione di test sul cervello del figlio dopo aver trovato un diario scritto dal lottatore negli ultimi mesi di vita, dal quale traspariva un Chris Benoit "estremamente disturbato". Il 27 giugno 2013 la sorella di Nancy Toffoloni, Sandra, dichiarò in un'intervista che il cognato sarebbe comunque morto a distanza di un anno dalla tragedia poiché dall'autopsia risultava che il suo cuore fosse tre volte più grande del normale a causa della continua assunzione di steroidi e antidolorifici, i quali lo portarono a loro volta in uno stato di paranoia. La donna disse anche di essere a conoscenza del fatto che Benoit stesse per ritirarsi dall'attività agonistica e che avesse intenzione di aprire una scuola di wrestling in Georgia, ma tutto ciò fu momentaneamente "accantonato" a causa del push che la WWE voleva concedere al canadese in quel periodo.

### Notizia su Wikipedia
Speculazioni sulla morte di Nancy Toffoloni furono inserite nella voce inglese di Wikipedia riguardante Chris Benoit circa quattordici ore prima del ritrovamento dei corpi della famiglia. La versione anglosassone di Wikinotizie riportò per prima la notizia, seguita da Fox News Channel. Prima della modifica, il testo interessato sulla voce di Chris Benoit era il seguente: 
(Chris Benoit sulla Wikipedia inglese)

Alle 00:01 EST di lunedì 25 giugno 2007, al testo fu aggiunta la seguente frase:
(Chris Benoit sulla Wikipedia inglese)
La polizia della contea di Fayette scoprì i corpi alle 14:30 EST, circa quattordici ore dopo la modifica della voce inglese di Wikipedia; tramite l'indirizzo IP si scoprì che l'autore della modifica si trovava a Stamford (Connecticut), città in cui ha sede la WWE. Quando la notizia raggiunse i media, l'utente anonimo visitò Wikinotizie e spiegò che la sua modifica fu il frutto di un'enorme coincidenza e nulla più. La polizia in seguito sequestrò il computer del responsabile e precisò che se l'utente avesse avuto notizia circa le morti della famiglia Benoit prima del ritrovamento dei corpi sarebbe potuto essere legalmente perseguibile. L'utente in questione si difese asserendo di aver letto dell'illazione, poi rivelatasi fondata, su vari siti speculatori sul mondo del wrestling e di aver quindi modificato la pagina di Wikipedia.

### Sospetti di doping
Nell'agosto del 2007 Chris Benoit venne inserito in un elenco di lottatori che nei due anni precedenti erano stati clienti della Signature Pharmacy, una società farmaceutica di Orlando (Florida) accusata di aver venduto sostanze dopanti senza regolare prescrizione medica. Oltre a quello di Benoit, nella lista erano presenti anche i nomi di altri due wrestler da poco defunti: Eddie Guerrero e Brian Adams.

### Chris Benoit sul WWE Network
Nel febbraio del 2014 la WWE ha deciso di inserire Chris Benoit sul WWE Network, mandando in onda il seguente messaggio di avviso prima dei match che lo vedono protagonista: 

### Film biografico
Nel dicembre del 2011 la compagnia indiana SRG Films ha annunciato la produzione di un film biografico sulla vita di Chris Benoit dal titolo Crossface. La pellicola sarebbe basata sul libro Ring of Hell: The Story of Chris Benoit and the Fall of the Pro Wrestling Industry (2008).
Nel settembre del 2016 è stato annunciato che il film è in fase di pre-produzione e che per la regia è stata contattata la tedesca Lexi Alexander.

## Personaggio

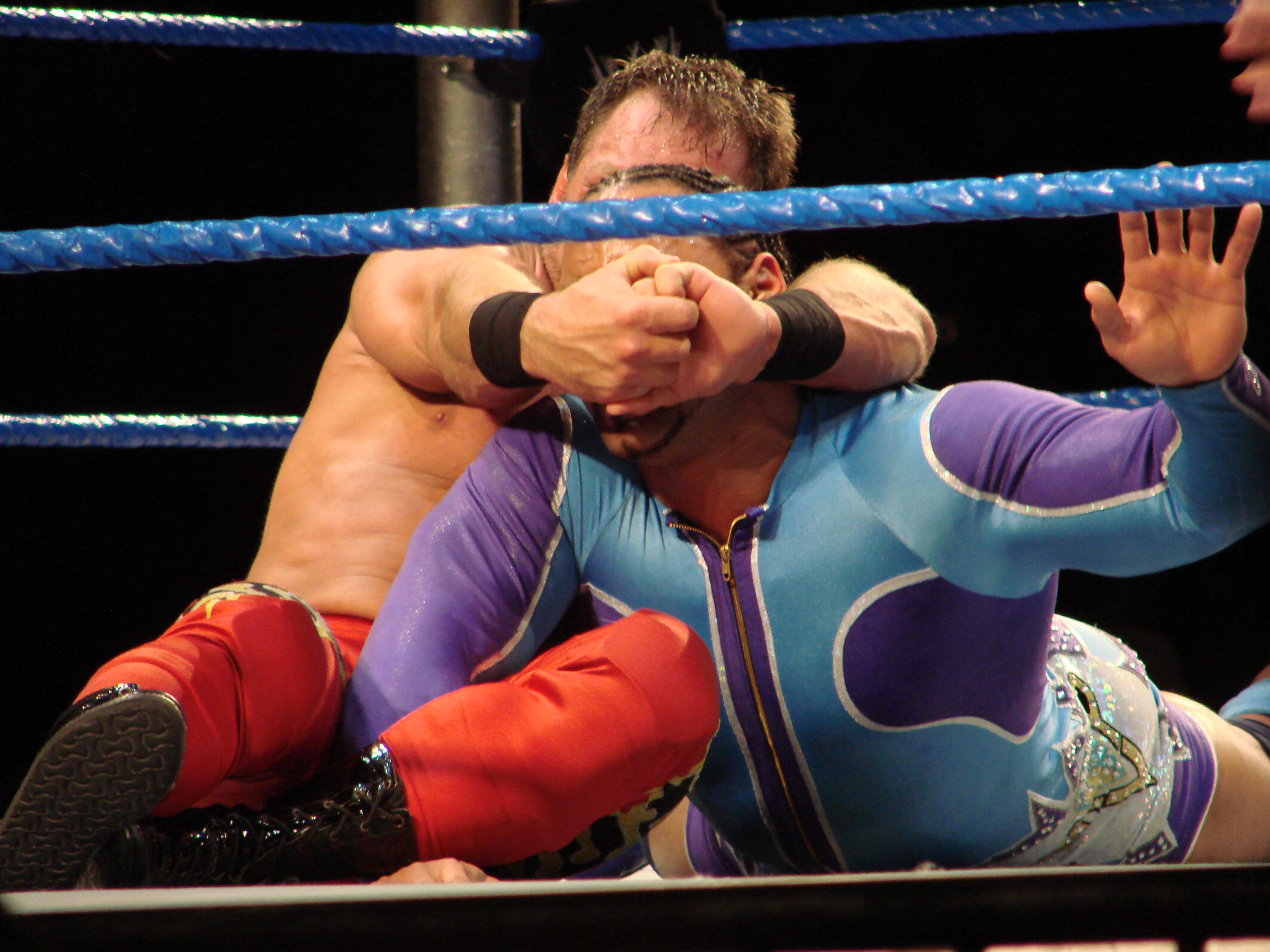
Chris Benoit esegue la Crippler Crossface su MVP

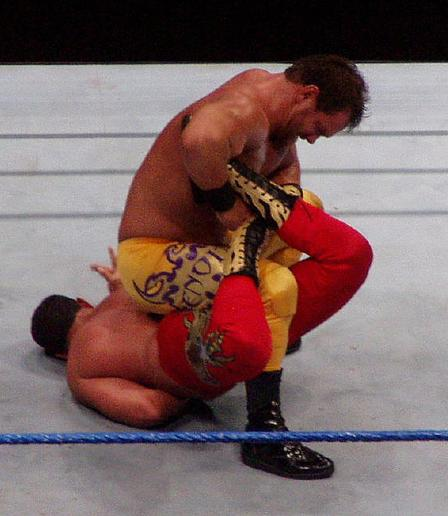
Chris Benoit esegue la sharpshooter su Chavo Guerrero

### Mosse finali
- Bridging dragon suplex – 1992–1998
- Crippler Crossface (Arm trap crossface) – 1994–2007
- Diving headbutt
- Kneeling reverse piledriver (a volte dalla seconda corda) – 1989–1994
- Sharpshooter – 1998–2007
- Wild Bomb (High speed release powerbomb, a volte dalla seconda corda) – 1994–2002

### Soprannomi
- "The Canadian Crippler"
- "The Crippler"
- "The Rabid Wolverine"
- "The Senator"

## Titoli e riconoscimenti
- Catch Wrestling Association

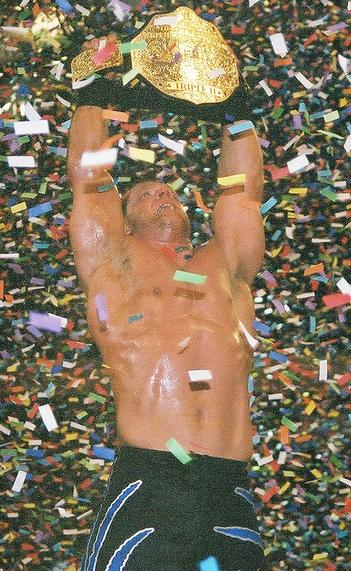
Benoit con il World Heavyweight Championship, titolo che ha vinto una volta con 154 giorni di regno

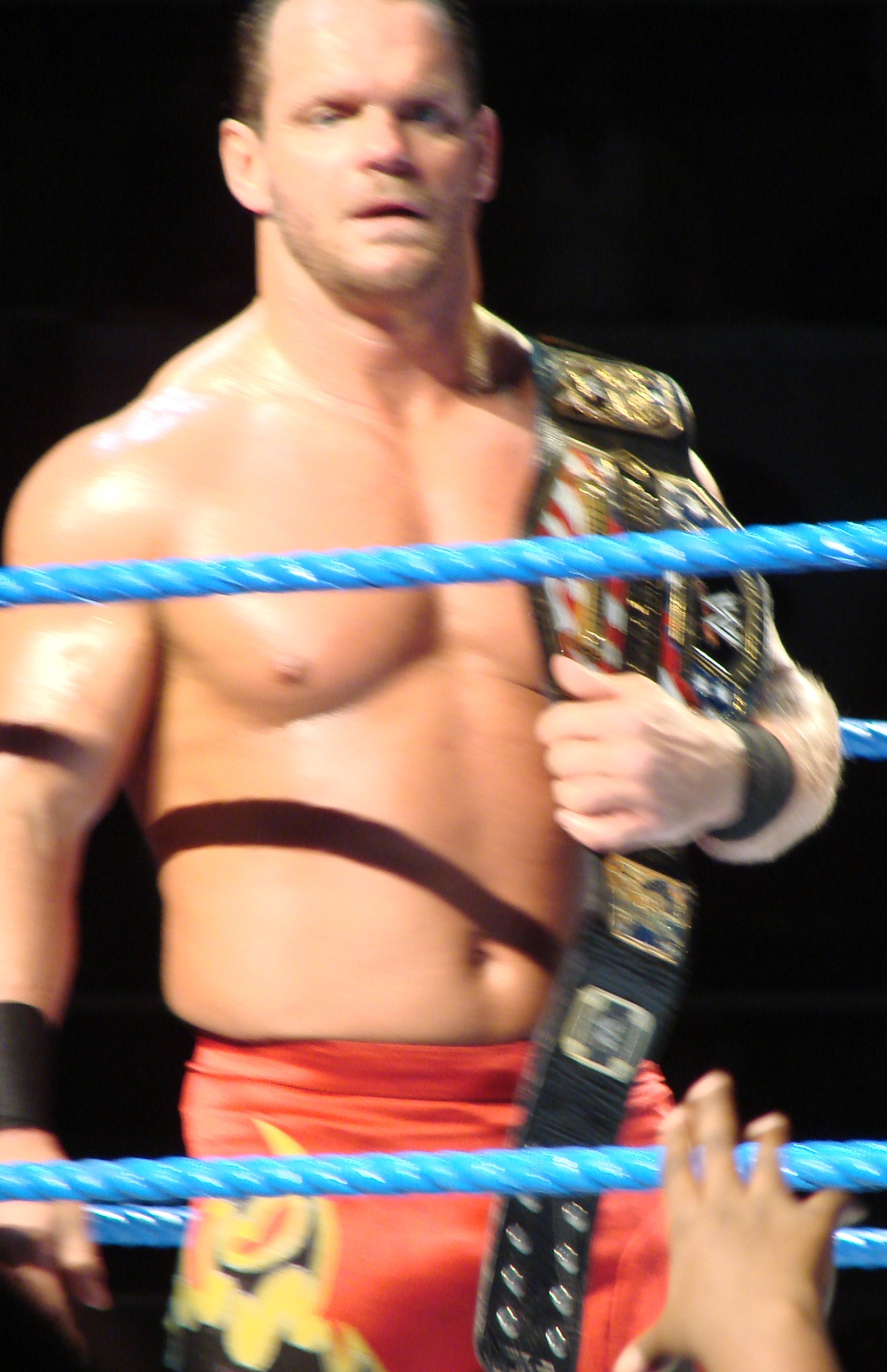
Benoit con lo United States Championship, titolo che ha vinto per tre volte e che se sommato ai regni con il WCW United States Heavyweight Championship per un totale di cinque

  - CWA World Tag Team Championship (1) – con Dave Taylor
- Cauliflower Alley Club
  - Future Legend Award (2002)
- Extreme Championship Wrestling
  - ECW World Tag Team Championship (1) – con Dean Malenko
- New Japan Pro-Wrestling
  - IWGP Junior Heavyweight Championship (1)
  - Super J Cup (1994)
  - Top/Best of the Super Juniors (1993, 1995)
  - Super Grade Junior Heavyweight Tag League (1994) – con Shinjirō Otani
- Pro Wrestling Illustrated
  - Feud of the Year (2004) - con Triple H
  - Match of the Year (2004) - vs. Triple H e Shawn Michaels a WrestleMania XX
  - Wrestler of the Year (2004)
  - 1º tra i 500 migliori wrestler singoli nella PWI 500 (2004)
  - 3° tra i 500 migliori wrestler singoli nella PWI 500 (2000, 2001)
  - 10° tra i 500 migliori wrestler singoli nella PWI 500 (1997)
  - 13° tra i 500 migliori wrestler singoli nella PWI 500 (2003, 2005)
  - 18° tra i 500 migliori wrestler singoli nella PWI 500 (1996)
  - 19° tra i 500 migliori wrestler singoli nella PWI 500 (1998)
  - 20° tra i 500 migliori wrestler singoli nella PWI 500 (1999)
  - 29° tra i 500 migliori wrestler singoli nella PWI 500 (2006)
  - 69º tra i 500 migliori wrestler singoli di sempre nella PWI Years (2003)
- Stampede Wrestling
  - Stampede British Commonwealth Mid-Heavyweight Championship (4)
  - Stampede Wrestling International Tag Team Championship (4) – con Ben Bassarab (1), Keith Hart (1), Lance Idol (1) e Biff Wellington (1)
  - Stampede Wrestling Hall of Fame (classe del 1995)
- Universal Wrestling Association
  - WWF Light Heavyweight Championship (1)
- World Championship Wrestling
  - WCW World Television Championship (3)
  - WCW United States Heavyweight Championship (2)
  - WCW World Tag Team Championship (2) – con Dean Malenko (1) e Perry Saturn (1)
  - WCW World Heavyweight Championship (1)
  - WCW Triple Crown Champion
- World Wrestling Federation/Entertainment
  - WWF Intercontinental Championship (4)[107]
  - WWE United States Championship (3)
  - World Tag Team Championship (3)[108] – con Edge (2) e Chris Jericho (1)
  - WWE Tag Team Championship (1) – con Kurt Angle
  - World Heavyweight Championship (1)
  - Royal Rumble (edizione 2004)
  - Triple Crown Champion
- Wrestling Observer Newsletter
  - 5 Star Match (1994) - vs. The Great Sasuke alla Super J Cup
  - Best Brawler (2004)
  - Feud of the Year (2004) - vs. Triple H e Shawn Michaels
  - Best Technical Wrestler (1994, 1995, 2000, 2003, 2004)
  - Most Underrated (1998)
  - Most Outstanding Wrestler (2000, 2004)
  - Match of the Year (2002) - con Kurt Angle vs. Edge e Rey Mysterio a No Mercy
  - Readers' Favorite Wrestler (1997, 2000)
  - Wrestling Observer Newsletter Hall of Fame (2003)

## Filmografia

### DVD dedicati a Chris Benoit
- Hard Knocks: The Chris Benoit Story (2004)